# Зідьки (зупинний пункт)
Зідьки — пасажирський зупинний пункт Ізюмського напрямку в селищі Зідьки Чугуївського району Харківської області. Розташований між станцією Зміїв та платформою Геніївка. На пункті зупиняються лише приміські потяги. Пункт підпорядковано Харківській дирекції Південної залізниці.
Відстань до станції Харків-Пасажирський — 33 км .